# Intervention divine (jeu de cartes)
Pour les articles homonymes, voir Intervention divine.
Intervention Divine est un JCC (jeu de cartes à collectionner) créé en 1995 par Croc et édité par Halloween Concept pour surfer sur l'effet Magic : l'Assemblée (Magic: The Gathering en anglais).
Son extension officielle est Cult Movie, où les brèves de comptoir de l'édition de base sont remplacées par des citations de films.
L'univers d'Intervention Divine est le jeu de rôle In Nomine Satanis - Magna Veritas et reprend le thème du Grand Jeu, la lutte entre les Anges et les Démons pour le contrôle des populations humaines.